# Ingeborg Thomé
Pauline Maria Ingeborg Thomé, geb. Völker (* 7. Februar 1925 in Koblenz; † 8. Januar 2017 in Mainz) war eine deutsche Fernsehjournalistin.

## Leben
Nach dem Studium der Geisteswissenschaften begann Ingeborg Thomé ihre Karriere 1951 im Mainzer Studio des Südwestfunks als einzige Hörfunkreporterin unter Männern. Sie war beim Südwestfunk als Hörfunk- und Fernsehreporterin vor allem für die sozialen Themen zuständig. Beim Südwestfunk schied sie 1963 aus. Von 1975 bis 1991 moderierte Ingeborg Thomé beim ZDF die Sendung Mosaik – Das Magazin für die ältere Generation. Sie wirkte ebenfalls mit bei den Sendungen 5 nach zehn (1981–1986) und Die MondSchein-Show (1994).
Zum 1. März 1990 ging Thomé als Redaktionsleiterin in den Ruhestand. Ingeborg Thomé lebte zuletzt in Mainz, wo sie Anfang 2017 im Alter von 91 Jahren verstarb.

## Schriften
- Ingeborg Thome, Bernhard von Watzdorf: Mosaik ’79. Jahrbuch für die ältere Generation. Tr Verlagsunion, 1982.
- Ingeborg Thome, Bernhard von Watzdorf: Mosaik ’80. Jahrbuch für die ältere Generation. Tr Verlagsunion, 1982.